# نیکلودئون (فیلم)
«نیکلودئون» (انگلیسی: Nickelodeon (film)) یک فیلم به کارگردانی پیتر بوگدانوویچ است که در سال ۱۹۷۶ منتشر شد.

## بازیگران
- رایان اونیل
- برت رینولدز
- تاتوم اونیل
- برایان کیت
- استلا استیونز
- جان ریتر
- هری کری جونیور
- بریون جیمز
- ام امت والش